# 天主教刺桐教區
天主教刺桐教區（拉丁語：Dioecesis Citong；别称：泉州教區）是天主教一個已不存在的教區，設立在當時的中國元朝刺桐。

## 歷史

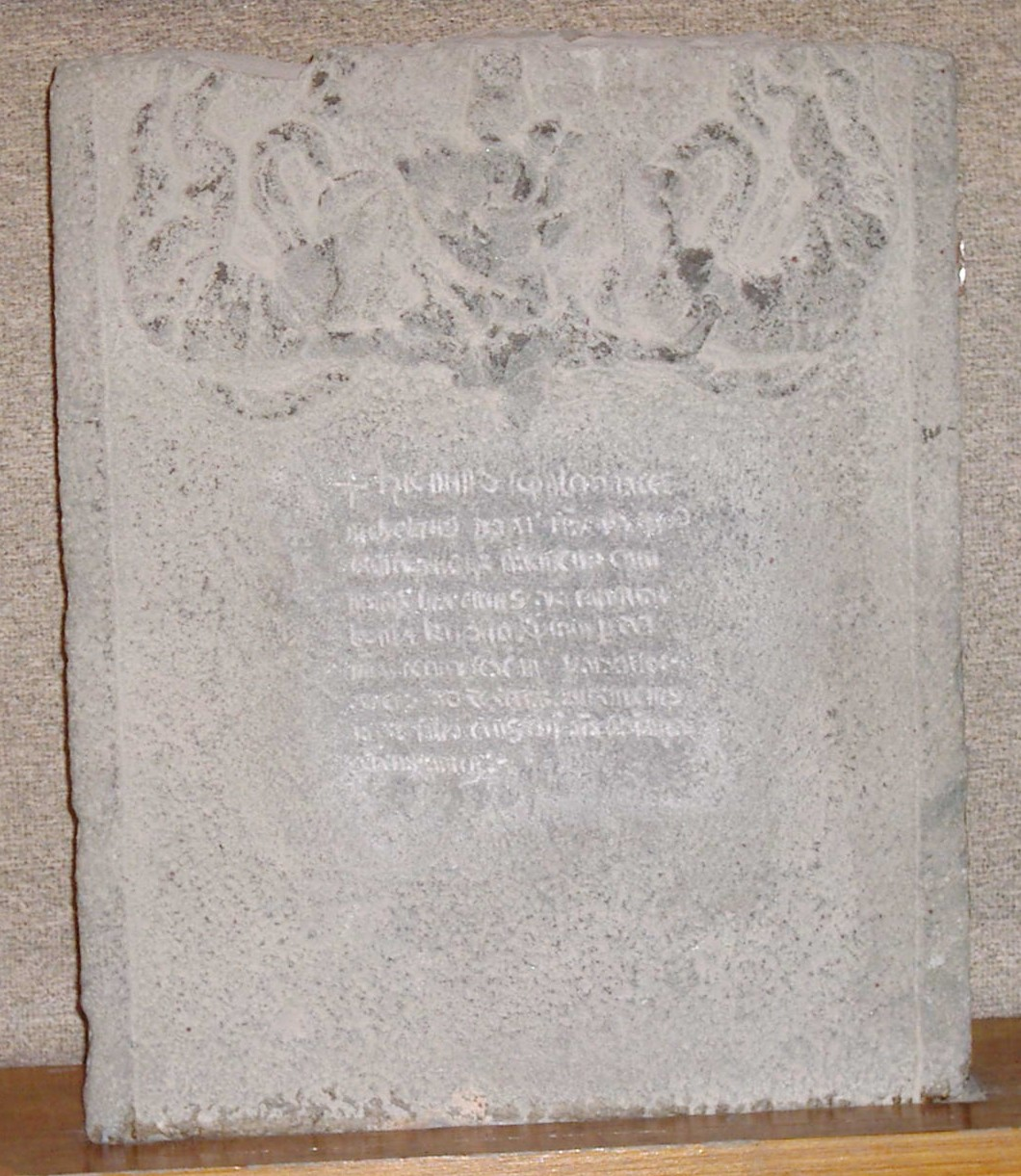
安德律主教墓碑

自宋朝開始，福建泉州已經是當時中國最大的貿易港。元朝大力扶持對外貿易，泉州成為貿易重地，是當時海上絲綢之路的起點。當地居住大量色目人，包括阿拉伯人、亞美尼亞人、波斯人、歐洲人、猶太人和印度人等種族。阿拉伯人稱泉州為刺桐。1289年，教宗尼古拉四世派遣方濟會會士孟高維諾為特使，攜國書前往元朝。孟高維諾沿陸路經東歐及西亞，在波斯灣轉乘船經印度前往中國。於1293年孟高維諾在刺桐上岸，後前往元朝京師元大都。
1308年，幾位方濟會會士相繼抵達刺桐，並在當地停留。一位當地的亞美尼亞婦人向方濟會士捐贈一座小聖堂和避安靜院。
1313年（元皇慶二年），聖座從元朝汗八里總教區劃出當時的重要貿易港刺桐成立刺桐教區，由方濟會會士負責管理。起初，首任教區主教由汗八里總教區輔理主教安德律擔任，但因他不願意前往就任。於是，若望·孟高維諾宗主教改任哲樂篤為首任刺桐教區主教。
1318年哲樂篤去世後，安德律主教改變主主意，願意出任刺桐教區主教。他獲元仁宗准許，在刺桐郊區興建造一座主教座堂、大教堂和會院。會院可容納約20位方濟會士。另外，方濟會會士及旅行家瑪黎諾里指出，刺桐教區還有一間由方濟會會士負責管理的貨棧和一間公共浴堂，讓商人進行貿易時可以存放貨物及跟進公共衛生。
1362年（元至正二十二年），相信刺桐教區主教雅格柏在元未亦思巴奚兵亂中被殺害。明朝建國後，刺桐教區亦於1370年被撤銷。直至1883年12月3日，再在當地成立廈門宗座代牧區。
14世紀末，刺桐教區成為領銜教區，其中曾有兩位主教領銜。

## 歷任主教

### 刺桐主教
- 哲樂篤主教, O.F.M.（1313年-1318年）：義大利籍
- 安德律主教, O.F.M.（1318年-1320年）：義大利籍
- 柏萊立主教, O.F.M.（1320年-1322年7月6日）：義大利籍
- 安德律主教, O.F.M.（1323年-1327年）：義大利籍
- 白道祿主教, O.F.M.（1332年-1362年）：義大利籍
- 雅格柏主教, O.F.M.（1362年-1370年）：義大利籍